# Microgranite

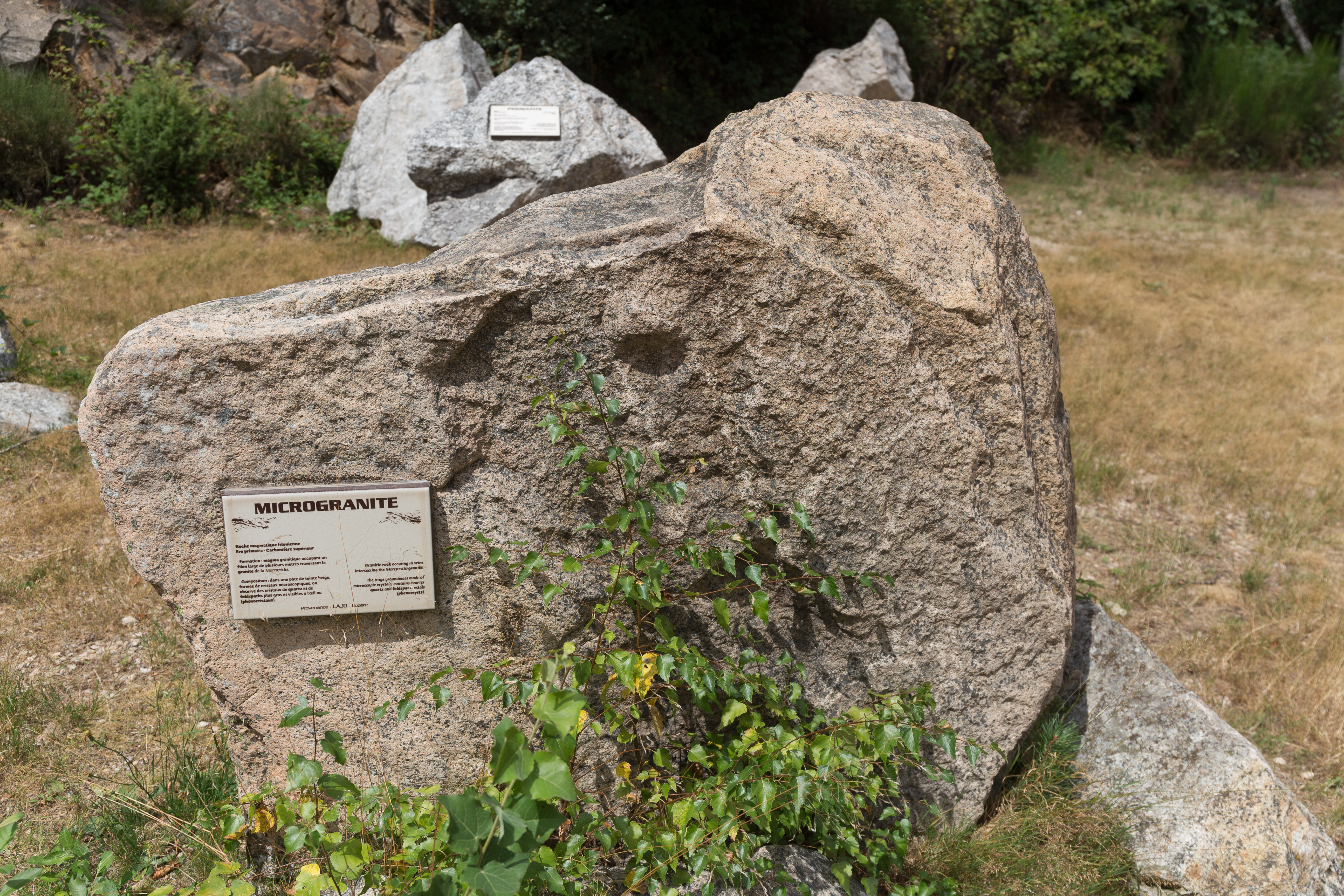
Microgranite

Les microgranites sont des roches ignées acides avec la même composition minérale que les granites, mais avec des cristaux beaucoup plus petits.
Le microgranite a ainsi une position intermédiaire entre le granite (roche plutonique à structure grenue) et la rhyolite (roche volcanique à structure microlithique).
Les microgranites ont:
- soit une structure microgrenue[1] avec des cristaux de dimension inférieure à 1 mm, dont le grain est difficile à distinguer à l’œil nu;
- soit fréquemment une structure porphyroïde (porphyrique), avec de grands cristaux isolés dans une structure microgrenue[2],[3].

Les microgranites apparaissent souvent sous forme de filons.